# Tan Zongliang
Tan Zongliang (chinês simplificado: 谭宗亮) é um atirador chinês, bicampeão do Campeonato Mundial de Tiro na prova da pistola livre 50 m (Lahti 2002 e Zagreb 2006). Nos Jogos Olímpicos de Verão de 2008, Tan terminou a prova da pistola livre 50 m em terceiro lugar. Com a desclassificação do segundo colocado, o norte-coreano Kim Jong-su, por uso de propanolol, ele herdou a prata. Tan ainda acumula várias medalhas em Jogos Asiáticos e Copas do Mundo.